# Hans Ulrich Schneider
Hans Ulrich Schneider (* 20. Juli 1956 in Hannover) ist ein deutscher Politiker (CDU). Er war von 1990 bis 1999 Mitglied des Landtags von Niedersachsen. Schneider ist seit 2009 Vorstandsvorsitzender der Niedersächsischen Lotto-Sport-Stiftung.

## Leben
Schneider besuchte das Gymnasium und machte im Jahr 1976 das Abitur. Anschließend absolvierte er den Wehrdienst und studierte an den Universitäten Bonn und Göttingen. Während des Studiums besuchte er für ein Jahr – gefördert durch ein Stipendium der Konrad-Adenauer-Stiftung – ein College in Harrisonburg, Virginia. Im Jahr 1982 machte er sein erstes juristisches Staatsexamen, ein Jahr später wurde er Diplomkaufmann. Bis 1987 promovierte er in Bilanzrecht und absolvierte zudem das zweite juristische Staatsexamen. Von 1987 bis 1990 war er als Referent beim Niedersächsischen Sparkassen- und Giroverband tätig, ab 1990 als selbstständiger Rechtsanwalt.
Schneider war von 1988 bis 1992 Landesvorsitzender der Jungen Union Niedersachsen, der er bereits 1973 beigetreten war. Von 1990 bis 1999 war er Abgeordneter des Niedersächsischen Landtages. Schneider ist stellvertretender Geschäftsführer des Deutschen Sparkassen- und Giroverbandes. Er ist Beisitzer im Präsidium des Bundes Heimat und Umwelt in Deutschland. Schneider war Ratsherr der Gemeinde Isernhagen.